# ブラッデル駅
ブラッデル駅（ブラッデルえき、英語:Braddell MRT Station）は、シンガポールの中部にある、MRT南北線の地下駅。シンガポールにMRTが初めて開通した際に作られた駅。

## 駅構造
相対式ホーム2面2線のホームを持つ駅。
| A | ■南北線 | ジュロン・イースト方面 |
| B | ■南北線 | マリーナ・ベイ方面     |

## 歴史
- 1987年11月7日 開業